# Partido de Trabajadores Revolucionarios
El Partido de Trabajadores Revolucionarios (PTR) es un partido político trotskista chileno de extrema izquierda fundado en 1999. Está constituido de forma legal ante el Servicio Electoral de Chile desde mayo de 2024. Anteriormente estuvo legalizado entre 2017 y 2018, luego entre 2020 y 2022. En ambas ocasiones fue disuelto al no alcanzar los resultados electorales mínimos durante las elecciones parlamentarias.
Es miembro de la Fracción Trotskista - Cuarta Internacional e impulsa el portal digital La Izquierda Diario Chile.

## Historia

### Orígenes
El PTR tiene sus antecedentes en la agrupación Clase contra Clase (CcC), fundada en 1999 como sección chilena de la Fracción Trotskista - Cuarta Internacional por militantes trotskistas en miras de conformar un partido revolucionario.
Frente a la muerte de Augusto Pinochet, denunciaron la impunidad que continuaba bajo el gobierno y las leyes de la dictadura que seguían vigentes. En el 2009 fundaron la agrupación de mujeres Pan y Rosas junto a independientes para la organización de las mujeres trabajadoras en comités de mujeres. Tras el movimiento estudiantil desatado en 2011, Clase contra Clase logró un crecimiento organizativo que le permitió incrementar su militancia. Frente a esto es que organizó un congreso en 2011 y pasó a denominarse Partido de Trabajadores Revolucionarios.

### Como PTR
Tras su cambio de nombre y orientación, el PTR impulsó la Agrupación Combativa Revolucionaria - Juventud Sin Miedo (ACR). Ante el cuadragésimo aniversario del golpe de Estado de Pinochet, el PTR llamó a "barrer con la herencia de la dictadura". De igual manera repudiaron el asesinato de dos jóvenes en una movilización estudiantil en Valparaíso en 2015, siendo partícipes de las marchas que se hicieron en respuesta al hecho y lanzaron una campaña llamando a "funar el Parlamento". Hacia fines de año, una de sus dirigentes, Bárbara Brito, se postuló como candidata a presidente de la FECH con la lista Unidas para Vencer, logrando alcanzar la vicepresidencia en 2016. A inicios de 2017 y tras su VI congreso, el PTR discutió la posibilidad de legalizarse, viendo una nueva etapa en el escenario político con la emergencia de fenómenos nuevos como el Frente Amplio. El PTR anunció en enero de 2017 que iniciaría su proceso para legalizarse como partido político.

### Legalización
La escritura pública de constitución del partido se realizó el 4 de enero de 2017, siendo corregida el 26 del mismo mes. Dicha escritura fue presentada ante el Servicio Electoral de Chile el 7 de febrero de 2017, con lo cual se inició el proceso de recolección de firmas para constituirse legalmente como partido político, presentando un total de 2149 firmas el 5 de abril de 2017.
El 7 de junio de 2017 el partido fue reconocido legalmente por el Servicio Electoral en las Regiones de Arica y Parinacota, Tarapacá y Antofagasta, siendo inscrito en el Registro de Partidos Políticos siete días después.
En mayo de 2017 anunciaron la presentación de candidaturas parlamentarias para las elecciones de diputados de noviembre.

### Pérdida de legalidad e Izquierda Anticapitalista de los Trabajadores
Dado que no alcanzaron las exigencias para mantener su estatus legal, en enero de 2018 se acordó crear el partido instrumental Izquierda Anticapitalista de los Trabajadores (IAT) con el fin de fusionarse con el PTR y mantener su existencia. Sin embargo, dichas colectividades no lograron fusionarse, siendo disuelto el PTR el 11 de mayo de 2018 y quedando solamente IAT como organización política legalizada ante el Servel.
El partido Izquierda Anticapitalista de los Trabajadores fue inscrito en 13 de abril de 2018 y fue reconocido por el Servel en las regiones de La Araucanía, Los Ríos y Los Lagos. El 27 de abril de 2020 el Servel acogió la inscripción del partido en la Región de Antofagasta.
Para el plebiscito nacional de 2020 por una nueva constitución y el órgano redactor de esta, la IAT se ha manifestado a favor de la opción «Apruebo», pero oponiéndose tanto a la Convención Mixta como la Convención Constitucional, proponiendo e impulsando una asamblea constituyente libre y soberana.
Mediante el Consejo General de IAT realizado el 28 de octubre de 2020 se decidió cambiar el nombre de la agrupación a Partido de Trabajadores Revolucionarios, retornando de esta forma a su denominación inicial.
En febrero de 2022 el Servicio Electoral de Chile dispuso la disolución del partido nuevamente al no alcanzar el 5% de los votos en a lo menos 8 regiones o 3 regiones contiguas geográficamente durante las elecciones parlamentarias de 2021.
En 2023 el PTR inició su proceso de reinscripción, logrando conseguir las firmas necesarias para constituirse en las Regiones de Arica y Parinacota, Tarapacá y Antofagasta.

## Directiva
- Presidente: Juan Gamboa Higuera
- Secretario General: Dauno Tótoro
- Tesorero: Ángela Gallardo Suárez[34]

## Autoridades

### Concejales
La concejala electa para el periodo 2021-2024, perteneciente al partido, es:
| Nombre          | Comuna      | Región                |
| --------------- | ----------- | --------------------- |
| Natalia Sánchez | Antofagasta | Región de Antofagasta |

## Resultados electorales

### Elecciones parlamentarias
|  | 0,08 % |

|  | 0,81 % |

|  | 0,10 % |

### Elecciones municipales
|  | 0,22 % |

|  | 0,08 % |

|  | 0,13 % |

### Elecciones de consejeros regionales
|  | 0,05 % |

|  | 0,60 % |

### Elecciones de convencionales constituyentes
| Elección | Votos  | % de votos      | Escaños |
| -------- | ------ | --------------- | ------- |
| 2021     | 52 368 | \| \| 0,92 % \| | 0/155   |
|          | 0,92 % |                 |         |